# نيك تايلور
نيك تايلور (2 يونيو 1963 - ) (بالإنجليزية: Nick Taylor)‏ هو لاعب كريكت بريطاني.

## وصلات خارجية
- نيك تايلور على موقع إي آس بي آن كريك إنفو (الإنجليزية)